# 国際学生の日
国際学生の日（英：International Students' Day）は、毎年11月17日に開催される学生コミュニティの国際デー。もとは1939年にナチスに襲われたチェコの大学とその後強制収容所に送られ殺害された学生たちを記念する日であったが、今では多くの大学によって祝われる。チェコとスロバキアの祝日にも指定されている。ときには、11月17日以外の日に非政治的な祝典として祝われる。

## 起源
この日はチェコスロバキアのナチスによる占領とJan Opletal・Vaclav Sedlacekの殺害に反対するデモの後、1939年にプラハ大学がナチスに襲撃された記念日を記念する。ナチスは9人の教員を殺害し(Josef Matousex・Jaroslav Klíma・Jan Weinert・Josef Adamec・Jan Černý・Marek Frauwirth・Bedřich Koula・Václav Šafránek・František Skorkovský)、1,200人以上の学生を主にハウンゼン強制収容所に送った。その後、ナチスはチェコ国内のすべての大学を閉鎖した。この頃までに、チェコスロバキアはファシスト政権下でベーメン・メーレン保護領とスロバキア共和国に分断されていたため、統一国家としての地位を失った。

## 式典
1989年、学生たちが社会主義青年連合(SSM/SZM)とともに、国際学生の日を祝して大規模なデモを行った。